# Giá dầu

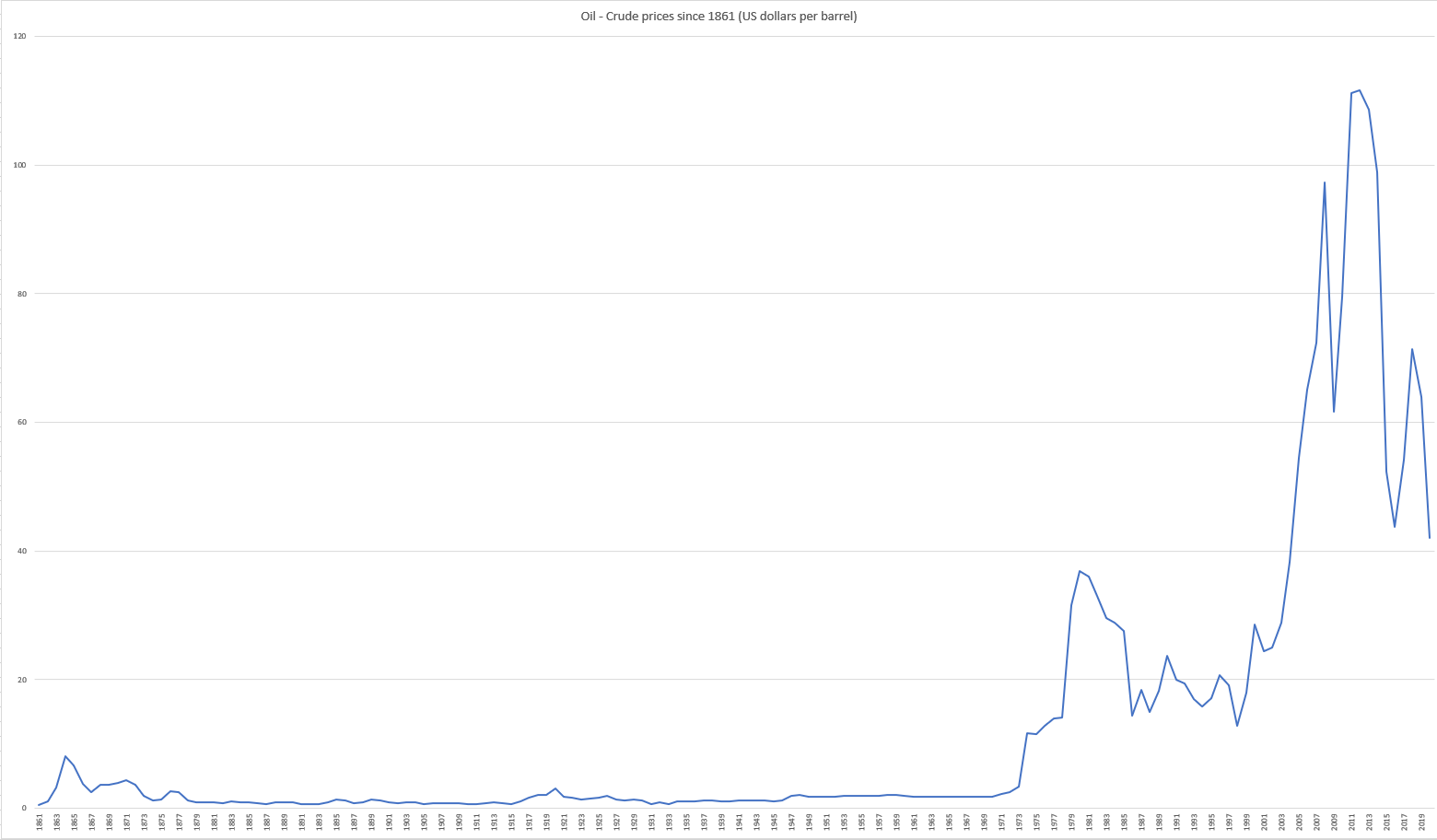
Giá dầu danh nghĩa từ 1861 đến 2020 từ Our World in Data

Giá dầu thường là giá giao ngay của một thùng dầu thô chuẩn giá tham chiếu cho người mua và người bán dầu thô như West Texas Middle (WTI), Brent Crude, Dubai Crude, OPEC Reference Basket, Tapis crude, Bonny Light, dầu Urals, Isthmus và Western Canada Select (WCS). Có sự khác biệt về giá của một thùng dầu dựa trên cấp độ của nó được xác định bởi các yếu tố như trọng lực riêng hoặc tỷ trọng API và hàm lượng lưu huỳnh của nó và vị trí của nó, chẳng hạn có gần với cảng biển và nhà máy lọc dầu hay không. Các loại dầu thô nặng hơn, chua hơn khi vị trí tiếp cận không có gần cảng biển, chẳng hạn như Western Canada Select thì rẻ hơn dầu nhẹ hơn, ngọt hơn như WTI.
Theo báo cáo EIA tháng 1 năm 2020, giá dầu thô Brent trung bình năm 2019 là 64 USD / thùng so với 71 USD / thùng vào năm 2018. Giá trung bình của dầu thô WTI là 57 đô la / thùng vào năm 2019 so với 64 đô la năm 2018.
Giá dầu giảm đáng kể trong năm 2020 do đại dịch COVID-19 và cuộc chiến giá dầu Nga Nga Saudi năm 2020. Vào ngày 20 tháng 4, lần đầu tiên các hợp đồng tương lai của WTI Crude giảm xuống dưới 0 đô la trong lịch sử, và ngày hôm sau Brent Crude giảm xuống dưới 20 đô la mỗi thùng.